# オオバタン
オオバタン（大芭旦、Cacatua moluccensis）は、オウム目インコ科に分類される鳥類。別名トキサカオウム。

## 分布
インドネシア（アンボン島、セラム島）固有種
種小名moluccensisは「モルッカ産の」の意。

## 形態
全長40-50センチメートル。オスよりもメスの方がやや大型になる。頭頂には後方へ湾曲した、赤い羽毛が伸長（冠羽）する。尾羽は短い。全身の羽衣は白やオレンジがかったピンク色（サーモンピンク）。尾羽下面は黄色。翼下面は黄色。
嘴は黒い。
雛の綿羽は黄色。オスの虹彩は黒いが、メスの虹彩は暗褐色。

## 生態
主に標高1,000メートル以下にある熱帯雨林に生息する。16羽以下の群れを形成し生活する。
食性は雑食で、果実、種子、液果、昆虫などを食べる。未熟なヤシの果実は嘴で噛み砕き、中の果肉や果汁を食べる。
繁殖形態は卵生。繁殖期には単独もしくはペアで生活する。繁殖期になるとオスは約20分にわたり樹上で互いに冠羽を動かしたり大声で鳴いたり、枝を噛む、飛翔するなどの求愛行動を行う。高木の樹洞に木屑などを敷いた巣を作る。飼育下では1回に1-3個（主に2個）の卵を産んだ例がある。雌雄交代で抱卵し、抱卵期間は28-30日。雛は孵化してから約14週間（10月）に巣立つ。生後4-5年で性成熟する。

## 人間との関係
ココナッツの果実を食害する害鳥とみなされることもある。
開発による生息地の破壊、ペット用の乱獲や害鳥としての駆除などにより生息数は激減している。サバルア島やハルク島にも分布していたが絶滅した。1987年には法的にセラム島からの輸出が禁止され、1990年にワシントン条約附属書Iに掲載され国際的な商取引が禁止されたが密猟・密売されることもある。

## 画像

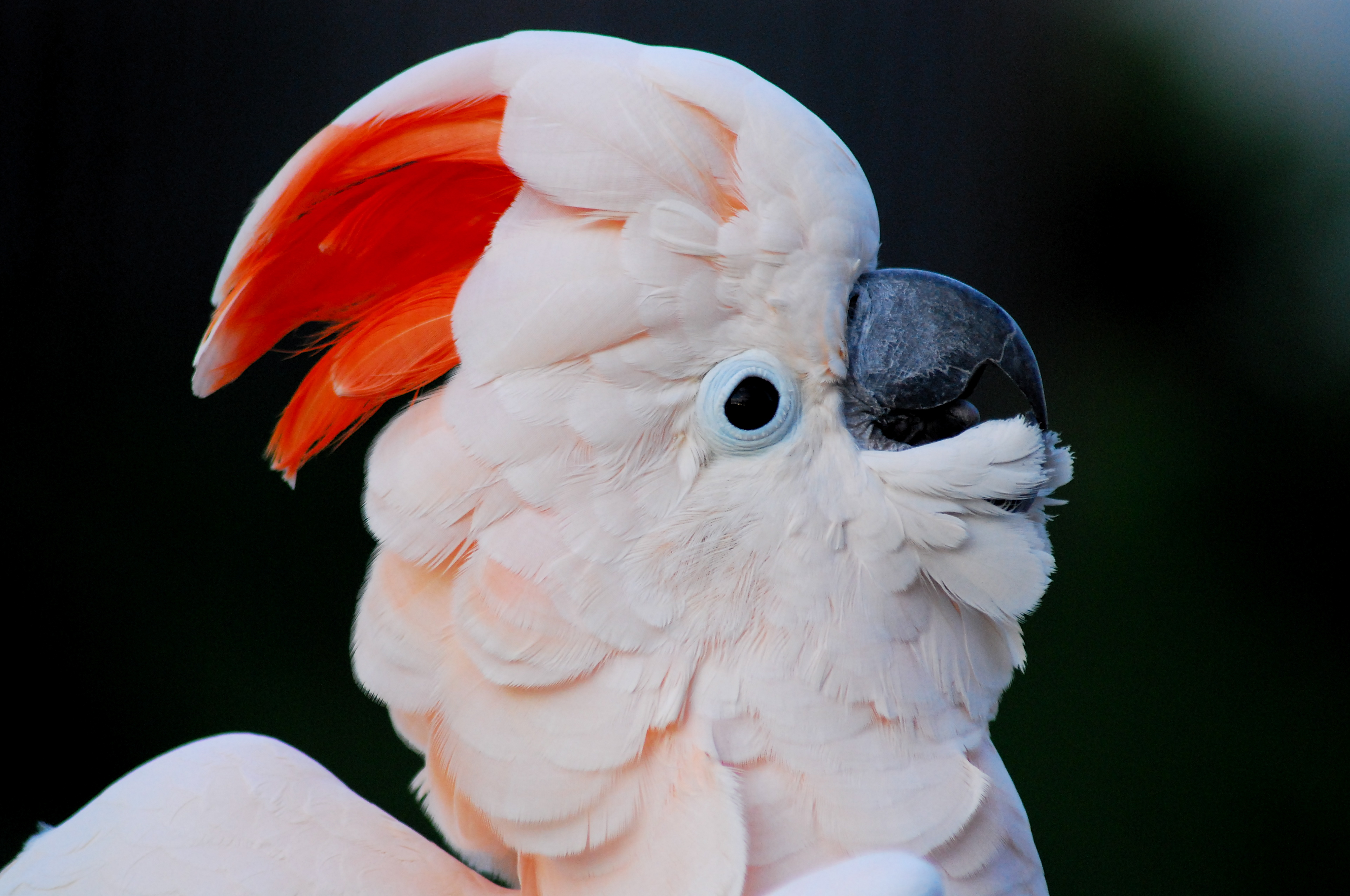
冠羽を上げた個体